# 130-й корпусной артиллерийский полк
130-й корпусной артиллерийский полк — воинская часть Вооружённых Сил СССР в Великой Отечественной войне.

## История
Перед войной полк дислоцировался в Ломже, входя в состав 1-го стрелкового корпуса
В составе действующей армии с 22 июня 1941 по 6 июля 1941 года.
22 июня 1941 года полк был поднят по тревоге и получил задачу занять оборону северо-западнее Ломжи на рубеже Граево, Щучин, поддерживая оборону 8-й стрелковой дивизии. Во время выдвижения на позиции полк дважды попадал под авиаудары и понёс первые потери. Через полтора часа полк занял позиции и в течение дня поддерживал огнём 229-й стрелковый полк. Вечером того же дня по приказу полк снялся с позиций и отправлен к железной дороге Граево — Белосток, где занял оборону.
В дальнейшем отступает вместе с корпусом, в ходе отступления утратил материальную часть. Личный состав полка частью погиб или попал в плен в окружении, частью пополнил партизанские отряды в районе Зельвы, а частью, под руководством командира полка, сумел выйти к своим в конце августа 1941 года. Командир полка A.B. Андреев в дальнейшем был командиром 978-го артиллерийского полка 18-й стрелковой (11-й гвардейской) стрелковой дивизии
6 июля 1941 года полк был расформирован.

## Подчинение
| Дата            | Фронт (округ)  | Армия      | Корпус                | Дивизия | Бригада |
| --------------- | -------------- | ---------- | --------------------- | ------- | ------- |
| 22.06.1941 года | Западный фронт | 10-я армия | 1-й стрелковый корпус | -       | -       |
| 01.07.1941 года | Западный фронт | -          | 1-й стрелковый корпус | -       | -       |

## Командиры
- майор A.B. Андреев